# Procédé Martin-Siemens

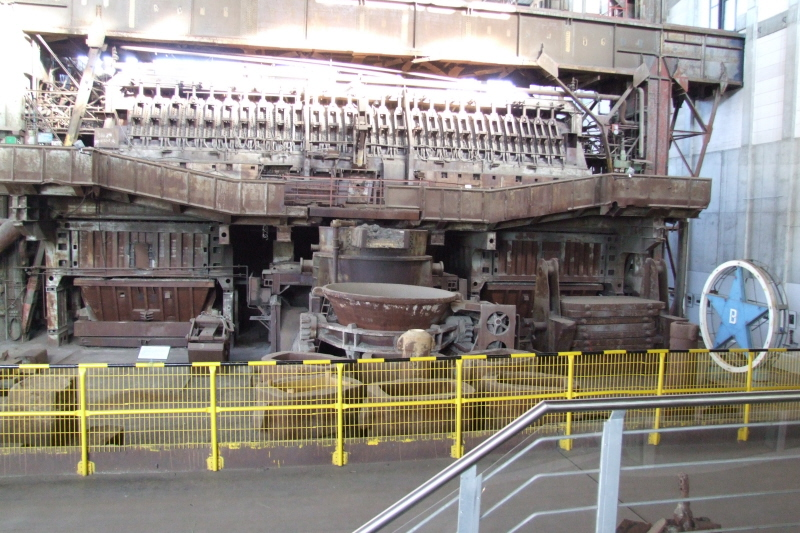
Four Martin-Siemens du musée de l'industrie de Brandebourg (Allemagne).

Le four Martin-Siemens ou  four Martin est un four à réverbère doté de régénérateurs (récupérateurs de chaleur), utilisé à la fois pour la fusion de ferrailles de recyclage et pour l'affinage de la fonte brute. Le procédé, aujourd'hui abandonné, porte le nom des inventeurs qui l'ont mis au point : Pierre-Émile Martin qui, en 1864, adapte à la fusion de ferrailles la technologie de régénérateurs que Carl Wilhelm Siemens avait brevetée en 1856. Ce type de four permet de réaliser des économies d'énergie significatives dans l'affinage de la fonte.
L'utilisation du procédé Martin-Siemens a présenté un grand intérêt économique grâce à l'utilisation des déchets de fer et d'acier qui, du fait du développement de la production de l'acier, commencent à représenter des quantités importantes. La durée de l'opération d'affinage est plus longue que le soufflage des convertisseurs Bessemer et Thomas. Ce point, s'il est un inconvénient pour la productivité, présente le grand avantage de permettre une meilleure maîtrise du procédé et d'obtenir ainsi des aciers de meilleure qualité.

## Genèse
Le puddlage, qui se généralise au début du XIXe siècle, permet la production industrielle de grandes quantités de fer. Mais ce procédé cumule plusieurs inconvénients : il épuise la main-d'œuvre et, en opérant sur une matière pâteuse, la séparation entre métal et scorie ne peut jamais être complète.
Il n'est donc pas surprenant de constater l'apparition de plusieurs tentatives indépendantes pour convertir la fonte en fer dans un four à réverbère modifié pour opérer sur du métal en fusion :
- dans les débuts des années 1850, Henry Bessemer cherche à fondre ensemble du fer et de l'acier pour obtenir un acier de qualité supérieure. Il ajoute une injection d'air pour obtenir la post-combustion des fumées. Mais cet air, au lieu d'attiser le feu, décarbure la fonte : c'est en approfondissant la compréhension de ce phénomène que Bessemer aboutit à la mise au point de son procédé. Bien que ce four expérimental aurait « certainement fondu du fer ou de l'acier du milieu d'un bain de fonte, et décarburé celle-ci autant que désiré[1] », Bessemer ne revendiquera aucune paternité sur des procédés d'affinage au four à réverbère postérieurs au sien[1] ;
- un peu avant 1865, George Parry, à Ebbw Vale, s'essaye à l'affinage de la fonte brute à la vapeur d'eau dans un four à réverbère, qui donne des résultats probants alors que son inventeur n'en comprend guère les réactions chimiques[2].

## Principe de fonctionnement
Le convertisseur Martin-Siemens fonctionne selon le principe d'un four à réverbère. La chaleur produite dans un premier compartiment y est réfléchie (réverbérée) par une voûte vers un second compartiment où se déroulent les réactions chimiques propres à l'affinage. La séparation physique de la zone de combustion fournissant l'énergie au système de celle où se déroule les réactions d'affinage, empêche tout contact direct du combustible (charbon, fuel) avec le matériau à affiner et limite dès lors les interactions indésirables.
Le four Martin-Siemens est équipé de dispositifs spéciaux de récupération de la chaleur, les régénérateurs, ce qui le distingue des anciens fours à réverbère et améliore significativement son efficacité énergétique. 
Il est capable de traiter un mélange de fonte et de ferrailles afin d'éliminer plus finement le carbone excédentaire présent dans le métal en fusion. 

### Réactions d'oxydation du carbone dissous dans la fonte
La surface du métal liquide est balayée par un flux d'air très chaud. L'oxygène gazeux oxyde le carbone de la fonte en monoxyde de carbone (C + ½ O2 → CO), mais aussi une certaine fraction du fer métallique directement exposé à la surface du bain en fusion et transformé en oxydes de fer (Fe + ½ O2 → FeO). Toutefois, protégé de l'oxygène disponible à la surface du bain, le Fe(II) présent dans les scories riches en oxydes de fer dispersés au sein de la masse de liquide en fusion peut à nouveau être réduit en fer métallique (Fe0) par le carbone oxydés en CO. Cette réaction contribue notablement à éliminer le carbone excédentaire du mélange en fusion et à accélérer le processus de décarburation de la fonte.
De la sorte, l'excès d'air présent dans la flamme oxydante conduit à la formation de FeO dans les scories, et ce dernier réagit violemment avec le carbone du bain, contribuant ainsi aussi au processus de décarburation, comme dans le procédé de puddlage :
FeO + C → Fe + CO
Le processus physico-chimique d'affinage est donc le même que pour le puddlage. Cependant, une différence notable est que la viscosité du métal liquide n'augmente pas lorsque la teneur en carbone dissous décroît et donc le métal fondu ne devient pas pâteux à la fin de l'opération de décarburation. Ceci s'explique en raison de l'augmentation de la température du liquidus. Les températures élevées (1 700 °C) atteintes dans un four Martin-Siemens grâce aux régénérateurs garantissent que le métal liquide reste toujours suffisamment fluide jusqu'à la fin du processus d'affinage, de sorte qu'il n'est pas nécessaire de le remuer vigoureusement comme c'était indispensable anciennement pour le puddlage, une opération manuelle très éprouvante pour les ouvriers qui la réalisaient.

### Récupération de la chaleur par les régénérateurs
Les régénérateurs représentent la principale caractéristique distinguant le four Martin-Siemens des fours à réverbère qui l'ont précédé. Les régénérateurs sont constitués de chambres comportant des conduits en briques réfractaires. Ces briques sont posées sur chant et également disposées en damier de manière à obtenir un grand nombre de petits passages entre les canaux. Le squelette en briques des chambres de régénération comporte un très grand nombre de vides, ce qui augmente notablement la surface de contact entre les gaz et les briques et favorise ainsi les échanges thermiques gaz/solide.  
Les gaz chauds résiduaires s'échappant du four du convertisseur traversent les chambres de régénération et chauffent les briques réfractaires qui accumulent la majeure partie de leur chaleur. Le flux gazeux est ensuite inversé, de sorte que les briques chauffées restituent la chaleur emmagasinée et préchauffent l'air entrant froid injecté pour oxyder en monoxyde de carbone (CO) le carbone contenu en excès dans la fonte.
Le principal avantage d'un régénérateur par rapport à un échangeur de chaleur (à récupération à contre-courant) est qu'il offre une surface de contact beaucoup plus élevée pour un volume donné, ce qui donne un volume d'échange réduit pour une densité d'énergie, une efficacité et une perte de charge données. Cela rend un régénérateur plus économique en termes de matériaux et de fabrication, par rapport à un récupérateur équivalent. L'invention du four à régénérateurs par Carl Wilhelm Siemens, également mise en œuvre dans les fours de verrier, permit des économies d'énergie substantielles qu'il évalua lui-même en 1857 à 70–80% du combustible nécessaire à chauffer le four.

## Expansion et déclin

### Les conséquences sur l'économie
Compte tenu de l'antériorité de l'industrialisation de l'Angleterre, la ferraille y a été abondante très tôt. La généralisation du procédé Siemens-Martin va s'accompagner d'une réorganisation géographique de la sidérurgie de l'île. Les usines littorales sont favorisées au détriment des anciens centres de production. L'Écosse qui représentait 26 % de la production en 1854, ne fabrique plus que 18,4 % de l'acier anglais en 1913. Inversement, la côte Nord-Est passe de 9 à 26,5 %. En France, la polyvalence du four Martin lui assure une diffusion plus large et indépendante de la présence des minerais : en 1913, 24 départements possédaient des fours Martin, 7 seulement avaient installé des convertisseurs Thomas ou Bessemer.
En 1958, 87 % de l'acier britannique est issu des convertisseurs Martin (complété par 6,5 % de Bessemer-Thomas, et 5,5 % de four électrique). À l'inverse, en Allemagne, 45 % de l'acier est issu du procédé Thomas, en France 60 %, en Belgique et Luxembourg 90 %. Les raisons sont d'abord historiques : la capacité à recycler de la ferraille du four Martin a immédiatement intéressé les sidérurgistes britanniques car celle-ci y était devenue abondante. Sur le continent, l'expansion de la sidérurgie s'est faite plus tard, et a coïncidé avec la mise au point du procédé Thomas. Une autre raison vient des déconvenues liées à l'emploi de l'acier Bessemer, qui a été proscrit par certaines compagnies d'assurance (comme la Lloyds) pour certains usages comme la construction navale ou le chemin de fer, alors que le continent n'a jamais eu ces réserves.
Le coût d'investissement d'une aciérie Martin est 1⁄3 plus élevé que celui d'une aciérie Thomas de même capacité. Mais son aptitude à refondre les ferrailles permet d'utiliser des hauts fourneaux plus petits ou moins nombreux.

### Évolutions et disparition

Évolution de la taille des fours Siemens-Martin.

Part des différents procédés d'élaboration dans la production mondiale de l'acier.

Après la Seconde Guerre mondiale, le procédé d'affinage de la fonte est amélioré par l'utilisation d'oxygène pur, dont la production est devenue économique. Le procédé AJAX (en), du nom de son inventeur, l'anglais Albert Jackson, de la United Steel Companies Limited (en), utilise un four classique à sole basculante, mais, à l'instar des autres procédés d'affinage à l'oxygène, il ne nécessite aucun combustible complémentaire. Cette amélioration limite aussi la quantité de fumées émises et facilite leur traitement.
| Procédé | Capacité (t) | Productivité (t/h) | Fonte brute (%) | Ferrailles (%) | Mise au mille | Combustible (MJ/t) | Oxygène (m³/t) |
| ------- | ------------ | ------------------ | --------------- | -------------- | ------------- | ------------------ | -------------- |
| Acide   | 90           | 10                 | 0               | 100            | 86,7          | 3 460              | 18,1           |
| Acide   | 150          | 12                 | 0               | 100            | 84,8          | 6 200              |                |
| Basique | 240          | 26,4               | 54              | 46             | 88,3          | 4 280              |                |
| Basique | 240          | 60,3               | 56,8            | 43,2           | 87,5          | 1 900              | 49,6           |
| Basique | 400          | 36,6               | 59,8            | 40,2           | 87,6          | 3 720              |                |
| Basique | 400          | 77,6               | 70              | 30             | 87,5          | 2 420              | 40,3           |
| Basique | 500          | 107                | 49              | 51             | 86,3          | 2 150              | 35,5           |
| AJAX    | 220          | 30                 | 100             | 0              | 88,3          | 900                | 37,8           |

Les convertisseurs à l'oxygène, plus productifs, remplacent les convertisseurs Martin entre 1960 à 1980. Par exemple, aux États-Unis, en 1964, les deux convertisseurs LD (procédé Linz-Donawitz) de la Wisconsin Steelworks de l'International Harvester Co sont construits pour succéder à onze convertisseurs Martin.
En France, les derniers convertisseurs Martin disparaissent vers 1980.